# Жули Пайет
Жули Пайет (на френски: Julie Payette) е генерал-губернаторка на Канада и канадска астронавтка.
Преди да бъде назначена за генерал-губернатор, е работила с Канадската космическа агенция и НАСА. Тя е 388-ия човек, 8-ия канадски гражданин и 36-а жена космоса. Осъществила е два космически полета.
На 13 юли 2017 година канадския министър-председател Джъстин Трюдо анонсира, че Н.В. кралица Елизабет Втора е одобрила нейната кандидатура за генерал-губернатор на Канада. Заклева се като такава на 2 октомври 2017 г.

## Биография
Родена е на 20 октомври 1963 г. в Монреал, провинция Квебек, Канада. През 1986 г. получава бакалавърска степен с отличие в Университета „Макгил“ в Монреал. През 1990 г. получава магистърска степен по компютърни науки в Университета на Торонто. Отива на работа в Швейцария (Изследователската лаборатория на IBM в Цюрих), където работи върху проблемите на автоматичното разпознаването на говор от компютрите.

## Дейност в Канадската космическа агенция
През 1990 г. е един от 5330-те кандидати за астронавти и остава единствената жена от четиримата избрани. Наред с подготовката си за астронавт научава руски език, владее френски и английски, говори и испански, италиански и немски.

### Първи космически полет
Първият си полет осъществява през 1999 г. на борда на совалката „Дискавъри“, мисия STS-96. Това е първият полет до МКС, за която се носят няколко тона оборудване, необходими за разширяването ѝ. Канадският принос в този полет е роботизираната ръка на совалката, която е управлявана от Жули Пайет.
През 2000 – 2007 г. Пайет е главен астронавт на Канадската космическа агенция.

### Втори космически полет
През февруари 2008 е назначена в основния екипаж на мисия STS-127 на совалката „Индевър“. Това е последният полет по извеждането на Японският експериментален модул „Кибо“, част от „МКС“. Член на основния екипаж на МКС е канадеца Роберт Тирск и това е първият път, когато има двама канадски граждани едновременно в космоса.

## Личен живот
Има два брака и двама синове. Свири на пиано и говори няколко езика.

## Награди и отличия
- Носител на Националния орден на Квебек (2000);
- Почетен доктор от Университета в Алберта (2006);
- 18 други почетни степени
- Носител на Ордена на Канада.

## Галерия
- В руския модул Заря на МКС по време на мисия STS-96 (юни 1999).
- В космическата совалка (мисия STS-127).
- В лабораторията на модула Кибо на „МКС“ (мисия STS-127).
- На „долния“ етаж на совалката по време на мисия STS-127.
- Групова снимка на екипажа на STS-127 и този на „МКС“